# 2402-es mellékút (Magyarország)
A 2402-es számú mellékút egy négy számjegyű mellékút Heves vármegyében. A 21-es főút lőrinci szakasza és Gyöngyös térsége között létesít kapcsolatot.

## Nyomvonala
A 21-es főútból ágazik ki, annak 10+800-as kilométer-szelvénye közelében, kelet felé, Lőrinci–Selyp területén. Első szakaszának települési neve Vörösmajori út; 300 méter után keresztezi a salgótarjáni vasutat, nem sokkal ezután kiágazik belőle dél felé a Selyp vasútállomáshoz vezető 24 301-es út, majd a 600-as méterszelvénye közelében elér egy csomópontot, ahol dél felől beletorkollik a 2401-es út (Hatvan óhatvani része felől, Árpád utca néven), észak felé pedig kiágazik ugyaninnen a 2403-as út (Cukorgyári út néven, Zagyvaszántó felé).
Az említett kereszteződést elhagyva ennek az útnak a neve is megváltozik, innentől Nefelejcs utca néven halad tovább. Körülbelül másfél kilométer után keresztezi a Zagyvát és ugyanitt csatlakozik hozzá észak felől egy megszűnt iparvasúti szakasz. Ennek vasúti hídja még áll, de a vágányok már csak nyomokban vannak meg, vasúti közlekedésre alkalmatlanok. Miután a vasút nyomvonala keresztezte az utat, mellé szegődik, annak déli oldalán húzódva, és egészen az út 2+400-as kilométer-szelvényének térségéig együtt haladnak; ott szétválnak, mivel a vasúti nyomvonal délnek kanyarodik. Petőfibánya egykori ipartelepei felé.
Az út a 3. kilométere előtt éri el Petőfibánya központját (ott Selypi út néven halad), majd az 5. kilométernél lép át Rózsaszentmárton területére; ennek központja a 8. kilométernél van (az út belterületi neve odáig Kölcsey Ferenc utca). Előtte, az út 7+100-as kilométer-szelvényénél (még Rózsaszentmárton legdélebbi házai előtt) beletorkollik a 24 141-es út (Ecséd felől), körülbelül 12,2 kilométer megtételét követően. Rózsaszentmárton területén egyébként az út – átmenetileg – északi, sőt észak-északnyugati irányba fordul, de miután a 9. kilométere előtt beletorkollik a 2404-es út a 21-es út apci szakasza felől (ott már Deák Ferenc utcának hívják), ismét keletnek fordul, immár Szűcsi utca néven.
Szűcsi település központját a 11+500-as kilométer-szelvénye közelében éri el, ott torkollik bele dél felől a 24 142-es út. 13 kilométer után éri el Gyöngyöspata területét, ahol a neve Szűcsi út. Utolsó szakaszán észak felé halad, és a 2406-os útba torkollva ér véget, annak 10+500-as kilométer-szelvénye körül, Gyöngyöspata központjában
Az országos közutak térképes nyilvántartását szolgáló kira.gov.hu adatbázisa szerint a hossza 15,286 kilométer.